# Calamagrostis hupehensis
Calamagrostis hupehensis är en gräsart som först beskrevs av Alfred Barton Rendle, och fick sitt nu gällande namn av Mary Agnes Chase. Calamagrostis hupehensis ingår i släktet rör, och familjen gräs. Inga underarter finns listade i Catalogue of Life.